# فلوینگ، اشتایرمارک
فلوینگ (به آلمانی: Floing) یک منطقهٔ مسکونی در اتریش است که در وایتس واقع شده‌است. فلوینگ ۱۳٫۱۷ کیلومتر مربع مساحت دارد ۶۳۹ متر بالاتر از سطح دریا واقع شده‌است.